# Земенский монастырь
Земенский монастырь святого Иоанна Богослова (болг. Земенски манастир «Свети Йоан Богослов») — православный монастырь в Болгарии, расположен в 60 км от Софии на берегу реки Струмы. Монастырь основан в XI веке, в настоящее время недействующий (с 2004 года — филиал Национального исторического музея Болгарии).
Комплекс монастыря состоит из двух жилых зданий, колокольни и церкви в честь Иоанна Богослова (XI век).

## Церковь Иоанна Богослова
Каменная церковь построена в форме куба размером 9×9 м. Купол держится на цилиндрическом барабане, украшенном слепыми арками. Имеет четырёхскатную кровлю. Внутри расположен массивный каменный алтарь, пол выложен мозаикой из мрамора и цветного камня.
В 1354 году церковь была расписана фресками (от стенописи времён постройки церкви сохранилось лишь изображение святой Анны). Фресковый цикл является памятником самобытного средневекового народного искусства. На стенописи представлены не только святые, но и ктиторы церкви деспот Деян и его жена Доя. Евангельские сцены написаны не только по каноническим сюжетам, но отражают апокрифические истории и народные предания (например, история приготовления гвоздей для распятия Христа).

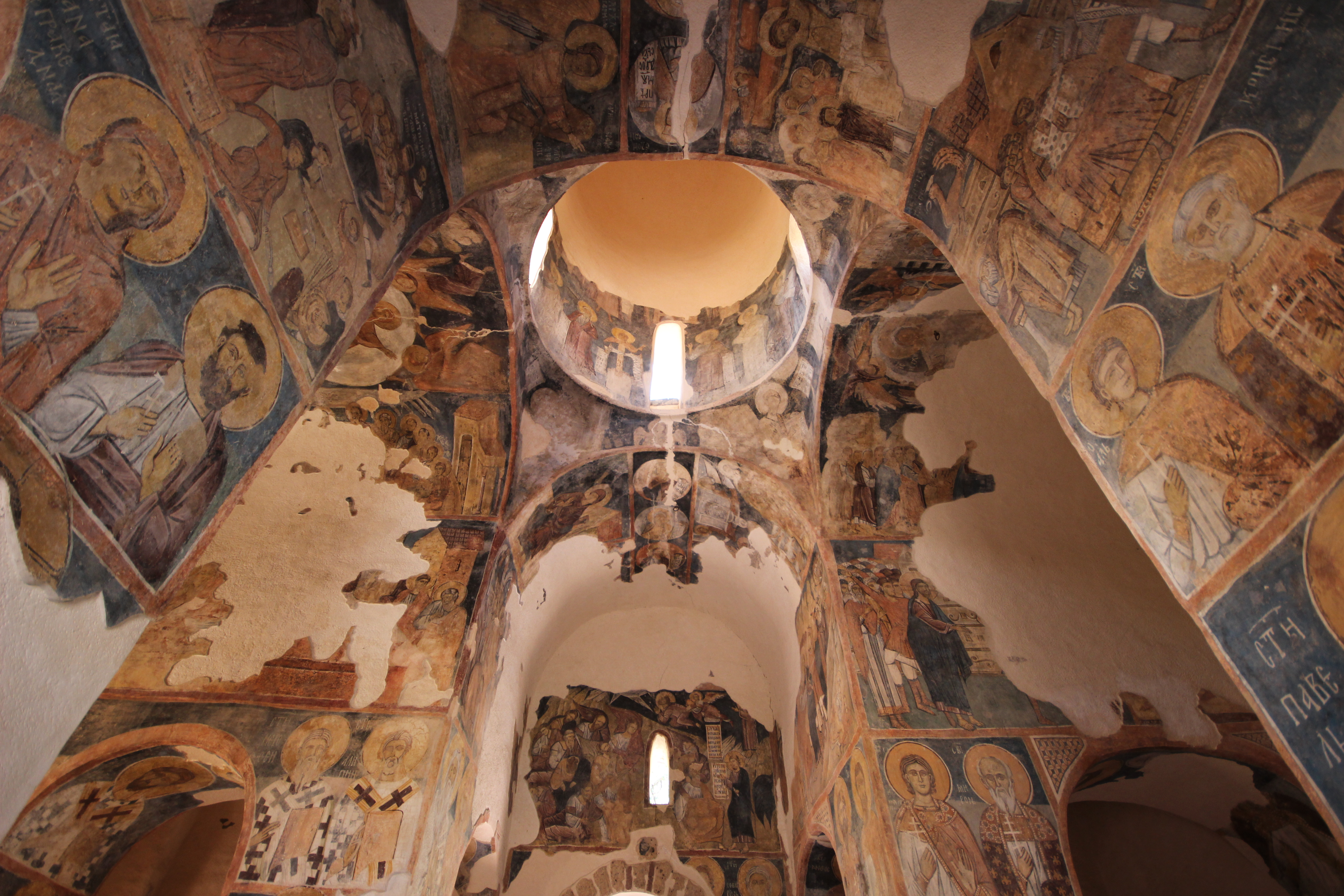
Роспись купола
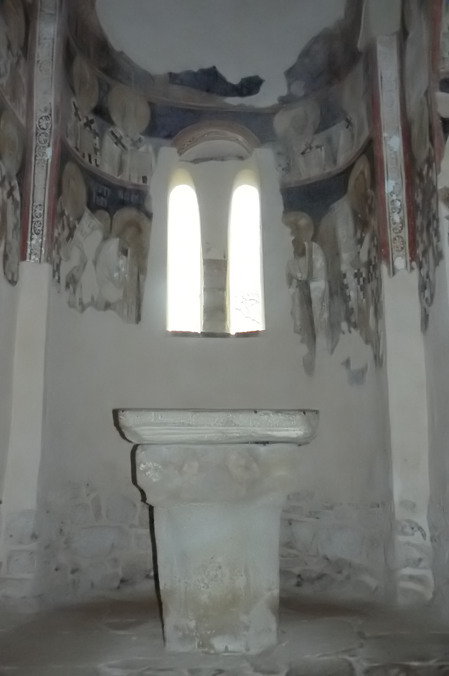
Алтарь
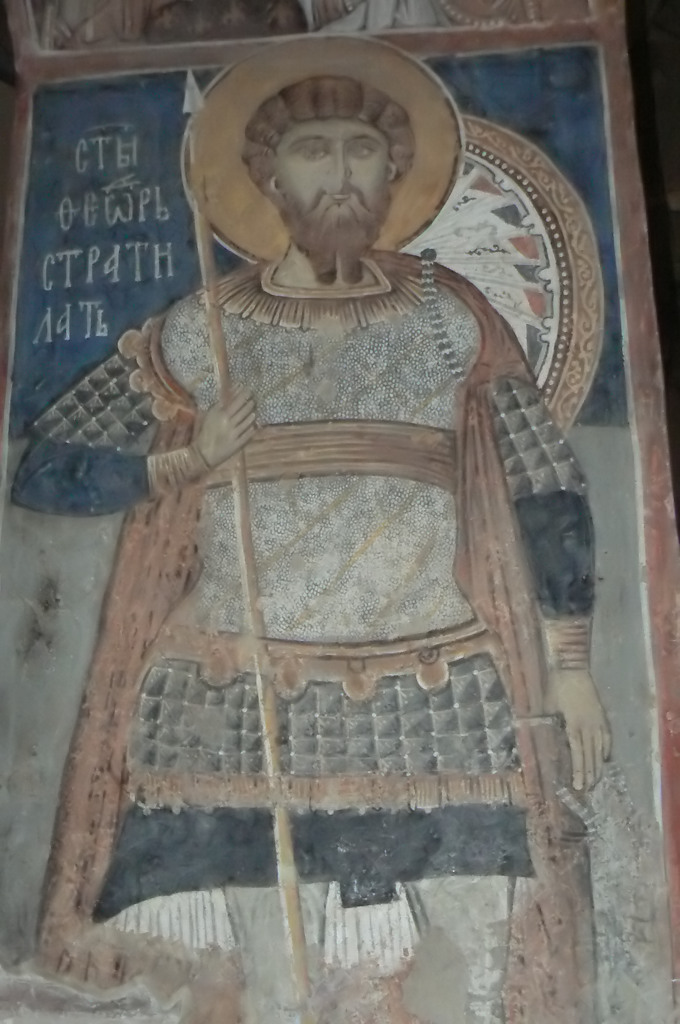
Феодор Стратилат